# Publius Sempronius Asellio
Publius Sempronius Asellio (ca. 160 v.Chr. tot 91 v.Chr.) was een Romeinse historicus die een historisch werk over de periode van 146 v.Chr. tot 91 v.Chr. schreef.

## Leven
Er is weinig over het leven gekend van Asellio, maar hij was alleszins tribuun onder Publius Scipio Africanus te Numantia.

## Werk
Asellio schreef een historisch werk over de periode van 146 tot 91 v.Chr. Het werk behandelt enkel maar eigentijdse gebeurtenissen en diende als een vervolg op de historiae van Polybius. Het bestond uit minimaal veertien boeken en werd meestal beschreven met de Rerum Gestarum Libri XIV. Asellio's geschiedenis was niet annalistisch geschreven, want hij had een grote afkeer van annalistiek, die volgens hem weinig emoties kon teweegbrengen. Zijn werk werd zoals Polybius zeer ernstig en rationeel opgebouwd, maar hij hanteerde hiervoor zeer weinig stijl, waardoor het werk zeer weinig werd gelezen. Vooral Cicero had sterke kritiek op de vroege historici en spaarde ook Asellio niet omwille van zijn krachteloosheid. Door deze reden en het bestaan van overlappende algemene geschiedenissen, werd er amper iets van het werk overgeleverd.